# Serrat de Trens
El Serrat de Trens, de vegades també denominat Serrat de Traens, és un serrat a cavall dels termes municipals de Granera, a la comarca del Moianès, i de Sant Llorenç Savall, pertanyent a la del Vallès Occidental.
Està situat a la zona sud-oest del terme de Granera, on fa de termenal municipal amb Sant Llorenç Savall. S'estén des del Coll de la Descàrrega, que és el seu límit occidental, i el Coll de Trens, pel costat oriental. A prop del primer dels dos colls esmentats, dins del Serrat de Trens es troba el turó del Cogull.
Separa les valls del torrent de Trens, que queda en el seu vessant nord, de les capçaleres del torrent del Galí i del torrent de Cal Llogari.